# Guillem Frontera i Pascual
Guillem Frontera i Pascual (Ariany, Mallorca, 1945 - Palma, 9 de desembre de 2024) fou un escriptor i activista cultural mallorquí. Va estudiar en el seminari Seràfic de la Porciúncula, dels frares franciscans de la T.O.R. Posteriorment va exercir diversos oficis, com reporter de diari o caixer d'una agència de viatges, fins que es va decantar per la tasca periodística. Va ser fundador i director de la col·lecció de poesia La Sínia (1965), on va fer els seus inicis literaris.
Com a periodista, va col·laborar en premsa escrita (Diari de Balears i Última Hora), a la ràdio i a televisió (a Barcelona, va estudiar cinema a l'escola d'Aixelà), per a la qual va fer guions originals i adaptacions, com les de L'hostal de la Bolla, de Miquel dels Sants Oliver, i de La mandràgora, de Maquiavel. Especialista en temes d'art, va dirigir la Gran enciclopèdia de la pintura i l'escultura a les Balears. També ser estat comissari de diverses exposicions artístiques i va dur a terme activitats de gestió cultural.

## Obres

### Poesia
- A ritme de mitja mort (1965)
- El temps feixuc (1966), Premi Joan Alcover de Poesia 1965

### Narració
- Els carnissers (1968), Premi Gabriel Maura de novel·la 1968
- Cada dia que calles (1969)
- Rere els turons del record (1970)
- Tirannosaurus (1977)
- La ruta dels cangurs (1979)
- Les estrelles suaus de primavera (1979)
- Galeria d'ombres (1983)
- Una dolça tardor (1984)
- Un cor massa madur (1994)
- Miró i Mallorca (1984), guió de curtmetratge
- La mort i la pluja (2007), Premi Crítica Serra d'Or de narració 2009
- Sicília sense morts (2015)[4]
- Els plaers i les virtuts (2017)
- La vida dels cossos (2019)

### Altres
Pròleg a Antoni Parera Fons. Música d'aigua, sal i llum. Obra de Bàrbara Duran. Lleonard Muntaner Editor, Palma 2024.

## Premis i reconeixements
- 1965 - Premi Joan Alcover de Poesia per El temps feixuc
- 1968 - Premi Gabriel Maura de Novel·la per Els carnissers
- 2007 - Premi 31 de desembre de l'Obra Cultural Balear
- 2009 - Premi Crítica Serra d'Or de Narració per La mort i la pluja